# Крикунка
Крику́нка — село в Україні, у Піщанобрідській сільській громаді Новоукраїнського району Кіровоградської області. Населення становить 38 осіб. Орган місцевого самоврядування — Піщанобрідська сільська рада.

## Населення
Згідно з переписом УРСР 1989 року чисельність наявного населення села становила 65 осіб, з яких 23 чоловіки та 42 жінки.
За переписом населення України 2001 року в селі мешкало 38 осіб. 100 % населення вказало своєю рідною мовою українську мову.